# 헤드비그 폰 하르트만

헤드비그 폰 하르트만

헤드비그 폰 하르트만(핀란드어: Hedvig von Haartman, 1862년 12월 29일 ~ 1902년 10월 15일)는 핀란드 구세군의 설립자다. 1889년 런던 구세군에 입교, 구세군 발행물인 War News 발행에 참여했다. 1890년 핀란드에 귀국해 구세군 핀란드본영을 세웠다. 1898년 스위스로 이주했다.
헤드비그 폰 하르트만은 의학자 칼 다니엘 폰 하르트만의 딸이며, R. F. 타벨과 결혼했다.

## 참고 자료
- Otavan Iso tietosanakirja, Otava 1968, osa 3, p. 248